# Herman af Låstbom
Herman af Låstbom, född 2 november 1742 i Kristinehamns församling, död där 16 maj 1811, var en svensk ämbetsman.

## Biografi
Efter Gustav III:s statskupp 1772 fick Låstbom en roll som stöd till kungen i juridiska frågor. Han adlades 5 maj 1780 med namnet af Låstbom, introducerades på Riddarhuset 1781 med nummer 2129 och slöt ätten på svärdssidan vid sin död. Låstbom uppehöll justitiekanslersämbetet 1788–1792 och var mellan 1789 och 1792 lagman i Södermanlands lagsaga samt ledamot av Högsta domstolen 1791–1792. 
Efter Gustav III död 1792 nödgades Låstbom lämna sina befattningar och han tillträdde aldrig den erhållna reträttposten som landshövding i Kymmenegårds län (1792–1793). År 1802 återfick han rollen som ledamot av Högsta domstolen och var då även tillförordnad president i kammarrätten 1802–1809. I anslutning till statskuppen 1809 förlorade han åter sina befattningar.

### Familj
Herman af Låstboms föräldrar var brukspatronen Anders Låstbohm och Anna Elisabet Kolthoff. Han gifte sig 13 maj 1787 med Margareta Christina Strömbeck (1760–1822), dotter till bruksägaren Christian Strömbeck och Anna Margareta Kysel. De fick tillsammans dottern Anna Margareta af Låstbom (1789–1854) som var gift med översten Israel af Ekenstam.